# Hidroponi
Hidroponi (od grčkog: hidro–, 'voda' + πόνος, ponos, 'rad') vrsta su zaštićenih prostora za uzgoj poljoprivrednih kultura u vodenim otopinama bez tla. Hidroponi su znatno bolji od klasičnih vrsta uzgoja na tlu prvenstveno zbog velike učinkovitosti, npr. automatskog dodavanja svih hranjiva u optimalnim omjerima. Ovu vrstu zaštićenih prostora koristi se u mjestima gdje je tlo siromašno ili ga uopće nema.
Troškovi u hidroponima su izrazito veliki zbog potrebne mehanizacije te stručnog osoblja koje će pomoći u vođenju poslova.
Za ishranu biljaka priprema se smjesa hranjivih otopina bioelemenata. Supstrate u kojima uzgajamo biljke potrebno je temeljito očistiti te ostatke korijena ukloniti.

## Vrste
Neke od vrsta uzgoja u hidroponima jesu:
1. aeroponi
2. tehnika hranjivog filma
3. uzgoj na kamenoj vuni
4. uzgoj na piljevini
5. uzgoj na balama slame